# InCulto
Gli InCulto sono stati un gruppo lituano, di genere ska e funk attivo fra il 2003 e il 2011 e composto da Jurgis Didžiulis (voce solista), Aurelijus Morlencas, Sergej Makidon, Jievaras Jasinskis e Laurynas Lape.
Hanno rappresentato la Lituania all'Eurovision Song Contest 2010 con il brano Eastern European Funk.

## Storia
Nel loro primo tentativo di essere selezionati per l'Eurofestival, il gruppo è arrivato secondo dopo gli LT United nella finale nazionale lituana del 2006, dove hanno presentato la loro canzone Welcome to Lituania. Il 4 marzo 2010 gli InCulto hanno vinto la finale nazionale per rappresentare la Lituania all'Eurovision Song Contest 2010. Si sono esibiti con Eastern European Funk nella seconda semifinale svoltasi il 27 maggio 2010 a Oslo, piazzandosi al 12º posto su 17 partecipanti con 44 punti totalizzati nella seconda semifinale e non riuscendo a qualificarsi per la finale. Hanno annunciato lo scoglimento del gruppo l'anno successivo.

## Discografia

### Album in studio
- 2004 – PostSovPop
- 2007 – Marijos žemės superhitai
- 2010 – Closer Than You Think

### Singoli
- 2004 – Jei labai nori (con Linas Karalius)
- 2004 – Suk, suk ratelį
- 2005 – Boogaloo
- 2006 – Welcome to Lithuania
- 2007 – Reikia bandyt (feat. Erica Jennings)
- 2007 – Pasiilgau namų (feat. Andrius Rimiškis)
- 2010 – Eastern European Funk

## Riconoscimenti
Bravo Music Awards
- 2004 – Miglior artista emergente
- 2005 – Miglior gruppo

Radiocentras Music Awards
- 2005 – Miglior artista di musica alternativa

MTV Europe Music Awards
- 2006 – Candidatura al miglior artista baltico